# ورونیکا ساموئلیان
ورونیکا میناسی ساموئلیان (ارمنی: Վերոնիկա Մինասի Սամվելյան؛ انگلیسی: Veronika Samvelyan؛ زادهٔ ۲۶ ژانویهٔ ۱۹۲۴ - درگذشته تاریخ نامعلوم) داروسازاهل ارمنستان-استرالیا بود.

## زندگی‌نامه
وی در ۲۶ ژانویه ۱۹۲۴ در ایروان به دنیا آمد و از دانشگاه پزشکی دولتی ایروان (۱۹۴۷) فارغ‌التحصیل گشت. وی برنده جوایزی همچون جایزه دولتی ارمنستان شوروی (۱۹۷۸) شد.

## یادداشت
1. ↑  բժշկական գիտությունների դոկտոր
2. ↑  Cardiology Research Institute